# Пироксенит
Пироксенитът е вид магмена, пълнокристалинна ултраосновна интрузивна скала.
Състои се предимно от пироксени, в някои случаи примесени с оливин, магнетит и титаномагнетит. Влизат в състава на хипербазитите.